# Mara Takla Haymanot
Mara Takla Haymanot fue Negus Nagast (Nəgusä nägäst) de Etiopía, y el fundador de la Dinastía Zagüe. Algunos listados reales le dan simplemente el nombre de "Mararah", y otros el de "Takla Haymanot".
Mara nació en la provincia de Lasta, la cual fue la base de su poder y la de toda la dinastía que lo sucederá. A diferencia del antiguo reino de Axum, el pueblo Agaw, la mayoría étnica de la región de Lasta, no era de lengua semítica, sino cushítica Originalmente Mara era un general del rey Dil Na'od; cuando se casó con la hija de aquel, Mara destronó a su suegro, fundando una nueva dinastía.
Hay algunas discrepancias sobre la fecha exacta de su llegada al trono, pues hay dos tradiciones que dan cifras diferentes acerca de la duración de la Dinastía Zagüe: una de ellas indica que gobernaron durante 333 años, mientras otra corriente, más minoritaria, da una cifra de 133 años. El erudito italiano Carlo Conti Rossini dio por buena la segunda tradición, diciendo que si dicha dinastía acabó en el 1270, entonces debió comenzar hacia el 1137. El basó su teoría en la correspondencia entre el Patriarca Juan V de Alejandría y un rey anónimo de Etiopía, quien le solicitaba que nombrase a un nuevo abuna debido a que el actual era ya muy anciano. Conti Rossini argumenta que la verdadera razón fue que el antiguo abuna se negaba a aceptar el golpe de Estado de Mara Takla Haymanot, que lo había convertido en negus.
La extensión de su reinado fue mucho menor que el que abarcó la Dinastía Salomónica en su etapa tardía, extendiéndose por partes Lasta, Wag, Tigray,y quizá la parte norte de Begemder.
Fue sucedido por en el trono por Tatadim.
| Predecesor: Dil Na'od | Negus Nagast 1137–? | Sucesor: Tatadim |